# Isla del Retiro
La Isla del Retiro (en portugués: Ilha do Retiro) es la segunda isla más grande del lago Paranoá en Brasilia, Distrito Federal de Brasil. Se trata de un territorio con aproximadamente 1,0 hectáreas, que está situado cerca de lago Norte y que fue declarado una reserva ecológica del lago Paranoá. Las otras dos islas en el lago son Isla Paranoá (Ilha do Paranoá) y la isla de los clubes (Ilha dos Clubes).